# ギュスターヴ・シェル
ギュスターヴ・シェル（Gustave Schelle、1845年1月18日 - 1927年6月30日）は、フランスの経済学者。主に18世紀フランスの経済思想を研究。テュルゴーの全集を編集した(1913年-1923年)。
小樽商科大学は、手塚寿郎(1896年-1943年)が収集したシェルの旧蔵書を中心とした貴重書1,578冊を「シェル文庫」として所蔵。『シェル文庫目録』（1962年）を刊行している。

## 業績
中川辰洋は、シェルが編纂した『テュルゴー全集』は、「フィジオクラート派のバイアスを取りのぞくうえでの功が大であった」と評している。

## 主要著作
- 『Vincent de Gournay』 Guillaumin et Cie, 1897　<ヴァンサン・ド・グルネーの評伝>